# Ptilinopus rarotongensis
El tilopo de Rarotonga (Ptilinopus rarotongensis) es una especie de ave columbiforme de la familia Columbidae endémica de las islas Cook.

## Descripción
El tilopo de Rarotonga mide unos 20 cm de largo. El plumaje de sus partes superiores es principalmente verde, aunque su cabeza, cuello y parte superior de la espalda son de color gris claro verdoso como su pecho. El resto de partes inferiores son principalmente amarillas, con una gran mancha roja en la parte superior del vientre. Se caracteriza por la mancha de color rosa violáceo intenso que ocupa su frente y parte frontal del píleo. Su pico es rojo en la base y de color verde manzana en la punta. Sus patas y el iris de sus ojos son de color naranja rojizo.

## Distribución y hábitat
A principios del siglo XXI se encuentra únicamente en las selvas tropicales de las islas Rarotonga y Atiu, aunque en el pasado también ocupaba las islas de Aitutaki, Mauke y Mangaia.